# Dinita Gohil
Dinita Gohil es una actriz británica. Es conocida por su interpretación de Amanda en la película satírica Greed (2019), y en el escenario como Viola en la producción de Noche de reyes (2017-2018) de la Royal Shakespeare Company.

## Primeros años
Dinita Gohil nació en Hodge Hill, Birmingham. Fue educada en la Escuela secundaria para niñas Sutton Coldfield, y luego estudió español y francés en la Royal Holloway, universidad de Londres. Gohil recibió una maestría en artes de la Guildhall School of Music and Drama, donde estudió actuación durante tres años.

## Carrera
Antes de actuar, Gohil trabajó como traductora. En 1999, Gohil comenzó su carrera como actriz de televisión en la miniserie posapocalíptica, El último tren, como Anita Nixon. En 2017, Gohil interpretó a Sajani en el documental del National Geographic y la serie de televisión de ciencia ficción Year Million.
De 2017 a 2018, Gohil interpretó a Viola en la producción de la Royal Shakespeare Company de Noche de reyes, escrita por William Shakespeare. En una reseña de tres estrellas para The Guardian, Michael Billington calificó la actuación de Gohil como "la mejor actuación de la noche, [...] una figura de ojos brillantes que se entrega felizmente a los besos de Orsino y que entrega la famosa "cabina de sauce". Habla con un nivel de éxtasis que no he escuchado en mucho tiempo."
En 2019, Gohil desempeñó un papel principal en la película satírica Greed, de 2019, como Amanda, una asistente personal de Sir Richard McCreadie (interpretado por Steve Coogan). En abril de 2020, la Royal Shakespeare Company lanzó la producción de 2017 de Noche de reyes, en la que Gohil aparece como Viola, en el servicio de streaming Marquee TV.

## Filmografía

### Cine
| Año  | Título                   | Papel                | Notas |
| ---- | ------------------------ | -------------------- | ----- |
| 2015 | Mata a tus amigos        | Periodista de la MTV |       |
| 2016 | The Infiltrator          | Farhana Awan         |       |
| 2017 | The Snowman              | Linda                |       |
| 2017 | The Boy with the Topknot | Kiran Chahal         | [ 9 ] |
| 2019 | Greed                    | Amanda               | [ 7 ] |

### Televisión
| Año  | Título                 | Papel              | Notas                           |
| ---- | ---------------------- | ------------------ | ------------------------------- |
| 1999 | The Last Train         | Anita Dixon        | 6 episodios                     |
| 2014 | Doctors                | Penny Glover       | Episodio: "Dorian Blue"         |
| 2016 | ¡Llama a la Comadrona! | Jamila Shahjee     | Episodio: "Serie 5, episodio 4" |
| 2016 | New Blood              | PC Louise Tunstall | Episodio: "Caso 1, Parte 3"     |
| 2016 | Our Girl               | Saira Abbasi       | Episodio: "Serie 2, episodio 5" |
| 2017 | Year Million           | Sajani             | 5 episodios                     |
| 2019 | Moving On              | Sarah              | Episodio: "By Any Other Name"   |
| 2019 | MotherFatherSon        | Enfermera Beth     | Episodio: "Serie 1, episodio 2" |
| 2019 | Clink                  | Sami Gilani        | 3 episodios                     |
| 2020 | Flack                  | Narinda            | Episodio: "Danny & Deepak"      |
| 2020 | Noche de reyes         | Viola              | Producción de RSC de 2017       |
| 2022 | Our House              | Lucy Vaughan       | 1 episodio                      |
| 2022 | The Sandman            | Hécate             | Recurrente                      |
| 2022 | Traición               | Zoe                | 4 episodios                     |